# O Grande Segredo (filme)
Cloak and Dagger (bra/prt: O Grande Segredo) é um filme estadunidense de 1946, dos gêneros guerra e espionagem, dirigido por Fritz Lang, com roteiro de Boris Ingster, John Larkin Ring Lardner Jr. e Albert Maltz baseado no livro Cloak and Dagger: The Secret Story of O.S.S., de Corey Ford e Alastair MacBain, inspirado nas operações secretas do Serviço Secreto Americano (OSS) na Europa ocupada pelos nazistas durante a Segunda Guerra Mundial. 

## Elenco
- Gary Cooper...Prof. Alvah Jesper
- Lilli Palmer...Gina
- Robert Alda...Pinkie
- Vladimir Sokoloff...Polda
- J. Edward Bromberg...Trenk
- Marjorie Hoshelle...Ann Dawson
- Ludwig Stossel
- Helen Thimig...Katerin Lodor
- Dan Seymour...Marsoli
- Marc Lawrence...Luigi
- James Flavin...coronel Walsh
- Patrick O'Moore
- Charles Marsh...
- Richard Fraser (não creditado)...capitão do submarino britânico

## Sinopse
Nos últimos meses da Segunda Guerra Mundial, o Serviço Secreto americano está apreensivo com as noticias sobre grandes quantidades de minérios usados para a fabricação da bomba atômica sendo transportadas para a Alemanha. O comandante da OSS,coronel Walsh, entra em contato com um antigo amigo seu da falcudade, o físico americano Alvan Jesper e membro do Projeto Manhattan, e pede sua ajuda para descobrir o nível de desenvolvimento da nova arma dos inimigos, pois acredita que está a ocorrer uma "corrida pela bomba atômica". Jesper vai até a Suíça para falar com uma cientista húngara internada num hospital e que trabalha para os nazistas contra a vontade, Doutora Lodor, esperando obter informações dela. Os espiões nazistas descobrem a missão de Jesper e estragam os planos dos aliados. Jesper então vai a Itália para se encontrar com o doutor Polda, mencionado por Lodor. O cientista italiano está apavorado mas aceitava colaborar com os nazistas desde que a filha Maria ficara cativa deles. Jesper faz um acordo com Polda, comprometendo-se a ajudar a livrar Maria se o doutor for embora com ele para os Estados Unidos.

## Final mudado
O filme teve um final diferente do planejado por Lang: Em sua versão, o personagem de Gary Cooper liderou um grupo de paraquedistas no Sudoeste da Alemanha e descobriu o resto de uma fábrica subterrânea de armas nucleares além de corpos de trabalhadores forçados de um campo de concentração. Ele então conclui que a fábrica havia sido transplantada para a Espanha ou Argentina e afirma: Este é o "Ano Um da Era Atômica" e Deus nos ajude se nós achamos que poderemos manter esse segredo do resto do mundo!  O produtor Milton Sperling que discordara frequentemente de Lang durante as filmagens achou essa cena ridícula pois o público já sabia que os alemães não tinham capacidade nuclear na época.

## Programa da rádio
Em 1950, a NBC lançou a série "Cloak and Dagger" igualmente baseada no livro de Ford e MacBain e que teve 26 episódios. O programa começava com o ator Raymond Edward Johnson perguntando "Você está disposto a realizar uma perigosa missão para os Estados Unidos sabendo de antemão que não irá retornar vivo?"